# Eneborg

Lage des Stadtbezirks Eneborg in Helsingborg.

Eneborg ist ein Stadtteil der schwedischen Stadt Helsingborg, gelegen südöstlich der Stadtmitte. Eneborg liegt im gleichnamigen, 3.816 Einwohner (Stand 2005) zählenden Stadtbezirk.

## Baugeschichte
Der Stadtteil erhielt seinen Namen von den Ländereien Eneborg, die hier seit Ende des 18. Jahrhunderts lagen. Die Bebauung der Gegend begann etwa Anfang des 20. Jahrhunderts, als das Bevölkerungswachstum in der Geschichte der Stadt aufgrund einer boomenden Wirtschaft am stärksten war. Regimentsauditor N. Ljungman kaufte das Land von Hans Aron Siöcrona, um hier Wohnungen zu bauen. Zusammen mit anderen Interessenten gründete er deswegen 1901 das Unternehmen Eneborgs AB.
Der Städtebauingenieur C. Corin hatte im Auftrag Ljungmans einen Vorschlag zur Aufteilung des zu bebauenden Gebietes in Bauland für Mietshäuser und Freiflächen vorgelegt, der allerdings nicht umgesetzt wurde, da man bei einem zur selben Zeit im Stadtteil Wilson Park laufenden Bauprojekt schlechte Erfahrungen mit der Verkäuflichkeit der zu großen Freiflächen machte. Erst 1903 wurde ein neuer Plan präsentiert, der den Bau von Mietshäusern nach einem schachbrettartigen Flächenschema vorsah. Daneben sollte ein abgeteilter Bereich für die Bebauung mit Eigenheimen reserviert werden.
Zwischen 1904 und 1907 wurden schließlich  92 Mehrparteienhäuser gebaut. Die Qualität der Bauten übertraf die jener im nahegelegenen Stadtteil Söder, auch da sie sich um weniger enge Höfe scharten. In den 1930er Jahren wurde der Stadtteil um weitere Mietshäuser im funktionalistischen Stil entlang der Straßen Södra Stenbocksgatan, Övre Eneborgsvägen und später um den Platz Eneborgsplatsen gebaut.